# Sérgio Santos (volley-ball)
Pour les articles homonymes, voir Sérgio Santos et Santos (homonymie).
Sérgio Dutra Santos  est un joueur brésilien de volley-ball né le 15 octobre 1975 à Diamante do Norte.

## Palmarès
- Jeux olympiques (1)
  - Vainqueur : 2004 et 2016
  - Finaliste : 2008 et 2012
- Championnat du monde (2)
  - Vainqueur : 2002 et 2006
- Ligue mondiale (7)
  - Vainqueur : 2001, 2003, 2004, 2005, 2006, 2007, 2009
  - Deuxième : 2002, 2011
- Coupe du monde (2)
  - Vainqueur : 2003 et 2007
  - Troisième : 2011
- Jeux panaméricains (1)
  - Vainqueur : 2007
  - Troisième : 2003